# ペートンターン・シナワット
ペートンターン・シナワット（タイ語: แพทองธาร ชินวัตร, ラテン文字転写: Paetongtarn Shinawatra, 発音 [pʰɛ̄ː.tʰɔ̄ːŋ.tʰāːn tɕʰīn.nā.wát], 1986年8月21日 - ）は、タイ王国の政治家。同国首相（第39代、職務停止中）、文化大臣。愛称はウンイン（タイ語：อุ๊งอิ๊ง）。
日本においては、名でペートンタン、ペートーンターン、姓でチナワット、シナワトラと表記されることもある（表記ゆれ）。

## 経歴
1986年8月21日、タイの有力政治家で元首相であるタクシン・シナワットの次女として、バンコクで生まれる。３人いる子の内、次女で末子。政治家としての父の後継となったのは３人の内で最も政治に関心があったからだと言われる。ただし、ビジネスを引き継いだ後、政治の世界に踏み入れていて政治キャリアは極めて短い。元パイロットだった夫との間に２児がいる。
父であるタクシンは4ヶ月前にAIS社を設立して間もなかった。彼女は幼少期のほとんどをアメリカ・カリフォルニア州のロサンゼルスで過ごした。その後帰国し、セント・ヨーセフ修道院学校を卒業。2008年にはチュラーロンコーン大学政治学部社会人類学科を卒業した。この学生時、首相である父が訪米中に軍事クーデタで失脚、彼女は自宅が軍用車両で包囲されていたため帰宅することも出来なかったという。その後イギリスのサリー大学に留学している。その傍ら、父タクシンの政界進出に伴って父の所有していたタイコム財団などの会社の重職や株を保有し、チナワット財閥のリーダーとなり、大きく経営に関わっている。
2022年には21の会社の株を所有しており、それらの資産は約680億バーツになるとされている。
2021年10月28日に国際会議展示センターで開催されたタイ貢献党の年次総会で、初めて彼女は党の参入・革新諮問委員長(顧問)に就任した事で政治の表舞台に立った。
翌2022年3月20日の党会議において、彼女は党の「当主」になった。これにより事実上の一家世襲の形となり、党のタクシン主義方針が強固なものとなった。
2023年の1月、彼女は次の総選挙に向け、自身が首相候補になる用意があると表明した。そして民主主義の原則に則り、国民の声を尊重し、自身らの政策理念に賛成する勢力との協力を喜んで行う旨も表明した。しかし当初は未だタイ国内に残っていた反タクシン主義の雰囲気も相まって多くの政党が協力を拒んだ。例えば国民国家の力党のプラウィット党首との間では、この時点においては協力どころか当選した場合の実力行使すら囁かれるほどであった。
しかしその中でも彼女は着々と選挙に向けた基盤づくりを始めており、顧問には自身の似た経歴を持つセター・タウィーシンを選び、選挙活動でのアドバイスや指示を行っている。
3月になり、彼女は連立構想に対して、クーデターを起こさず、双方が等しい立場をとる姿勢であれば対話を進めると発言した。しかしこの発言には国民国家の力党との連立樹立を明確にはせず、正式に連立樹立が決定したのは選挙でタイ貢献党が第二党となる事が決定した頃となり、国民からの公約違反疑惑が強くなるきっかけとなったまた同月には党がペートンターンとセターとチャイカセーム・ニティシリ教授の三人を正式に首相候補に指名した。。
総選挙では初中盤においての選挙運動をリードし、最終的に前進党につく第二党の地位を得た。彼女は有権者に対し感謝した上で、前進党との連立構想を現実のものとするため、前進党との連立協議に奔走した。両党は同じく政治勢力において革新的な立場を同じくしており、連立構想は順調に事が進み、成立まであと一歩の状態にあった。しかしここで首相指名に関しての対立が発生。またこれに対し王党派を多く抱える元老院(上院)が前進党の首相候補者ピターの首相指名を認めないとする決定を下した。これにより事態は一気に貢献党有利に進み始め、また当初連立で対立関係にあった国民国家の力党のプラウィット党首も連立に合意。これによりタイ貢献党によるセター内閣が成立した。8月30日になり、正式にタイ団結国家建設党と国民国家の力党が連立政権に加入した。
10月27日、党の臨時総会において8代目党首に選出された。
2024年8月14日、閣僚人事を巡る問題でセター首相がタイ憲法裁判所の判決により失職。16日、タイ国会下院の首相指名投票で過半数の支持を得てペートンターンが後継の首相に選出された。18日に国王ラーマ10世の承認及び任命により、正式に首相に就任した。タクシン一族からの首相就任は、父、父の義弟、父の妹に続き4人目となるため、野党からは「政治王朝化」「父の名だけで首相になった」との批判の声がある。
政治経験が浅いということもあり政権基盤は脆弱であった。ところが2025年6月18日、国境問題を抱えるカンボジアのフン・セン前首相と電話会談した内容がリークされ、その内容に反発したタイ誇り党が連立政権からの離脱を表明。ペートンターン政権は69議席を擁する第2党を失うこととなり、政権はさらに弱体化することとなった。これに伴い提案した内閣改造は7月1日に国王ラーマ10世より承認されたが、同日、憲法裁判所はフン・センとの会談内容を問題視した上院議員36名より提出されていたペートンターンに対する失職請求を受理し、判決までの間、首相としての職務を停止することを命じた。ただし、先述の内閣改造により兼務していた文化大臣の職務は継続する。スリヤ・ジュンルンルアンキット副首相が首相代行に就任し、首相職を代行した。その後、7月3日にはプームタム・ウェーチャヤチャイ副首相が首相代行に就任し、首相職を代行することになった。

## 政策

### 内政
就任後の23日に経済への刺激策は不可欠として、5000億バーツに上る「デジタルウォレット」と呼ばれる経済支援の早期実現に向け、調整する必要があると述べた。チナワットはLGBTの権利を支持し、MFPのピター・リムジャロェーンラットと共に2023年に、バンコクプライドパレードに出席した。麻薬取締などに対する厳格な政策も支持。

## 私生活
タイコム財団取締役で、タイ王国空軍元パイロットのピタカ・スクサワットと2019年に結婚。2021年1月10日に長女のティタラ・スクサワットを出産。2023年5月1日にプルータシン・スクサワットを出産。

## 栄典
- タイ：ディレーク・クナーポーン勲章（英語版） - （2005年）
- ペルー：ペルー太陽勲章（英語版）グランドクロス -